# Cidaridae
Famille
Les Cidaridae constituent une famille d'oursins de l'ordre des Cidaroida.

## Caractéristiques
Ce sont des oursins réguliers : le test (coquille) est plus ou moins sphérique, protégé par des radioles (piquants), l'ensemble suivant une symétrie pentaradiaire (centrale d'ordre 5) reliant la bouche (péristome) située au centre de la face orale (inférieure) à l'anus (périprocte) situé à l'apex aboral (pôle supérieur). 

Mais cette famille se caractérise par les spécificités suivantes : 
- Les radioles primaires sont très longues, épaisses et robustes, parfois complexes[2] (comme chez les Goniocidaris[3], mais jamais en forme de massue aussi marquée que chez certains autres Cidaroida) ; elles sont souvent couvertes d'épibiontes (algues, éponges...), car le squelette (stéréome) y est à nu, dépourvu d'épiderme[4]. Peu nombreuses, elles laissent apparaître le test souvent protégé par des radioles secondaires plus petites, généralement très courtes et aplaties.
- Le test est composé de plaques soudées, dont chacune comporte deux paires de pores aquifères et un gros tubercule perforé (et presque jamais crénelé) sur lequel est implanté une robuste radiole primaire articulée, entourée d'une couronne de radioles secondaires.
- L'interambulacre souvent étroit ne porte pas de grand tubercule primaire, laissant apparaître des séparations bien marquées[5].
- La mâchoire (« Lanterne d'Aristote ») porte cinq dents en gouttière (de type aulodonte). Le péristome est recouvert de petites radioles en forme d'écailles[6].

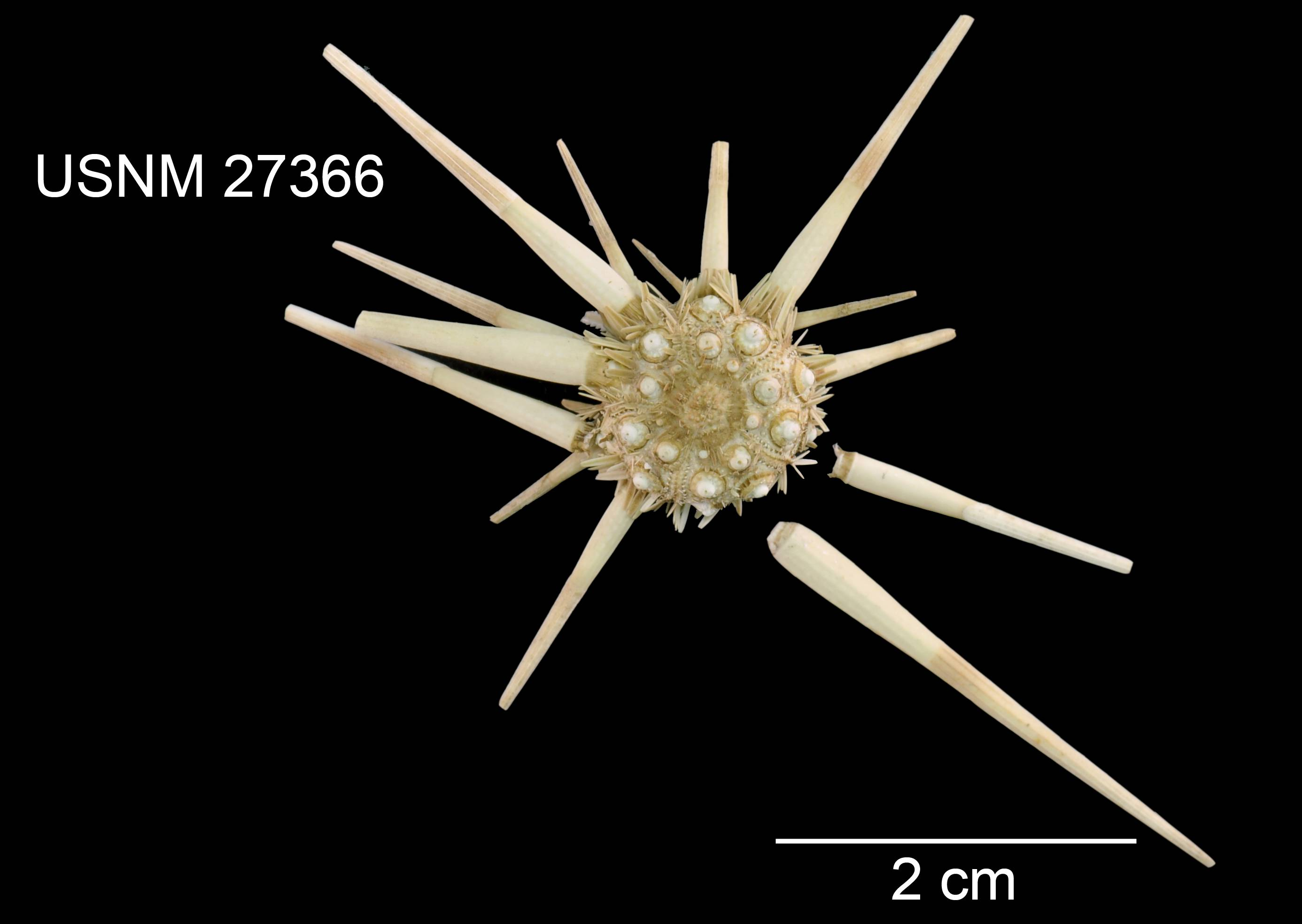
Acanthocidaris hastigera
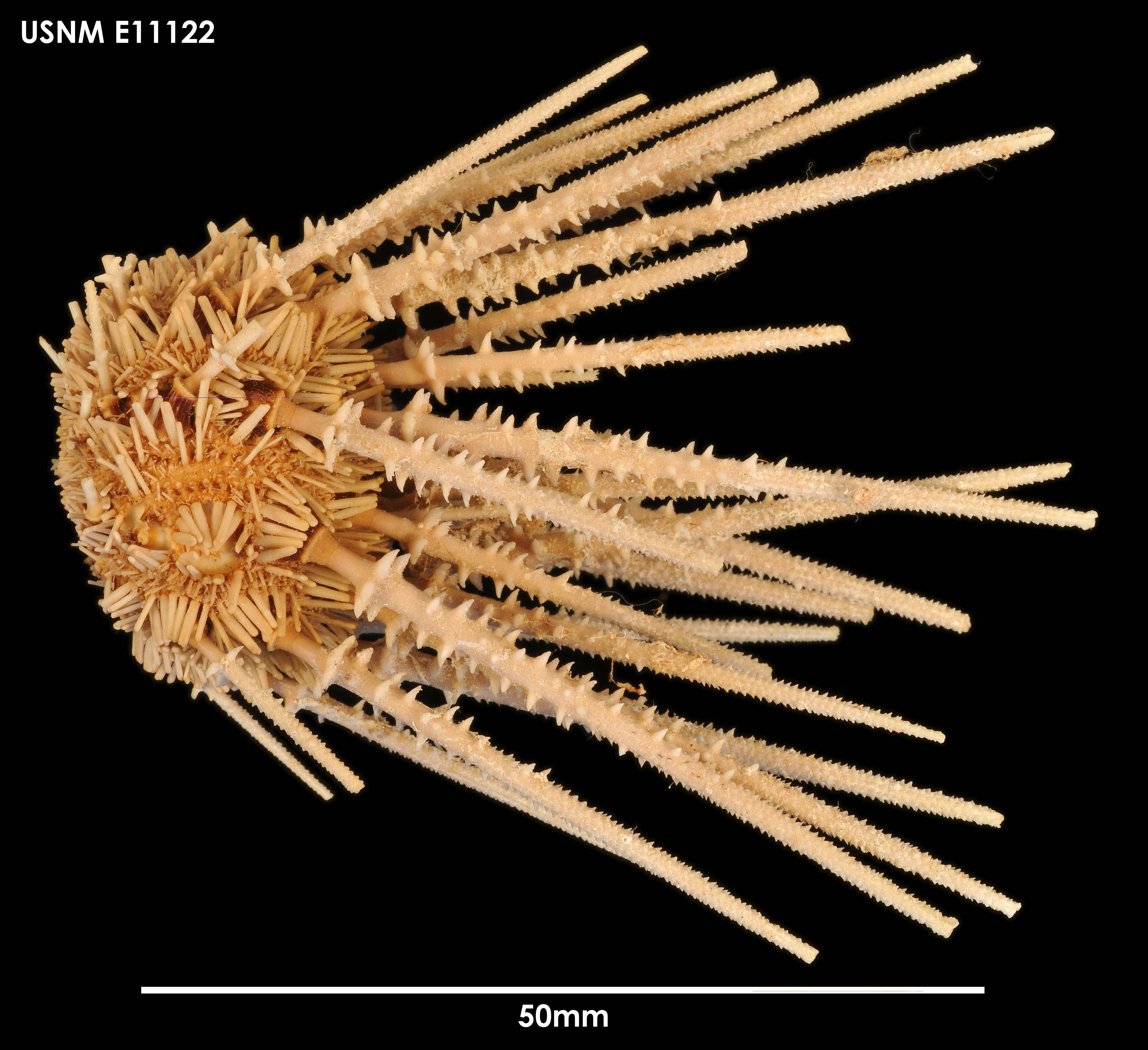
Austrocidaris spinulosa
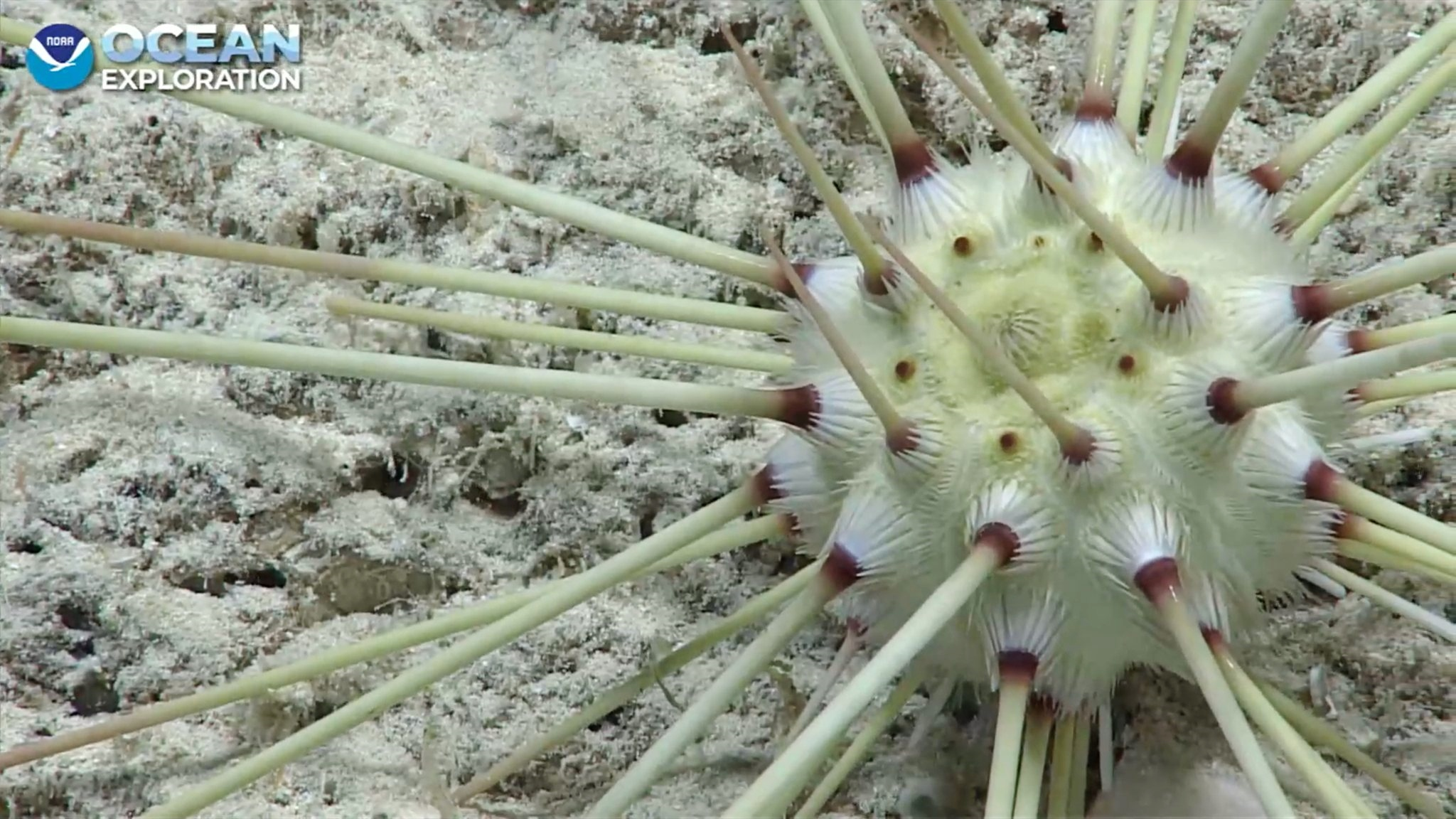
Calocidaris micans
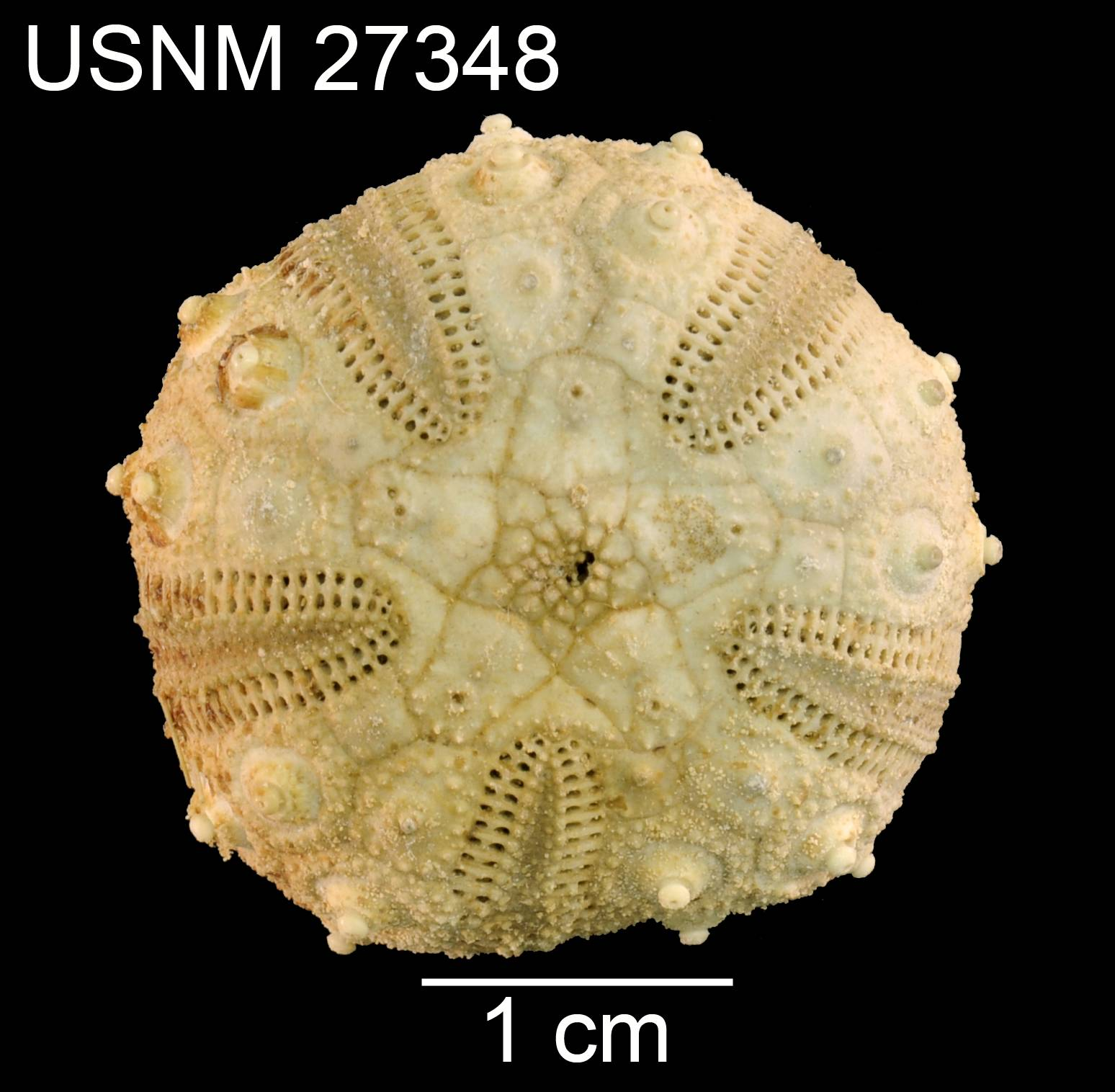
Centrocidaris doederleini
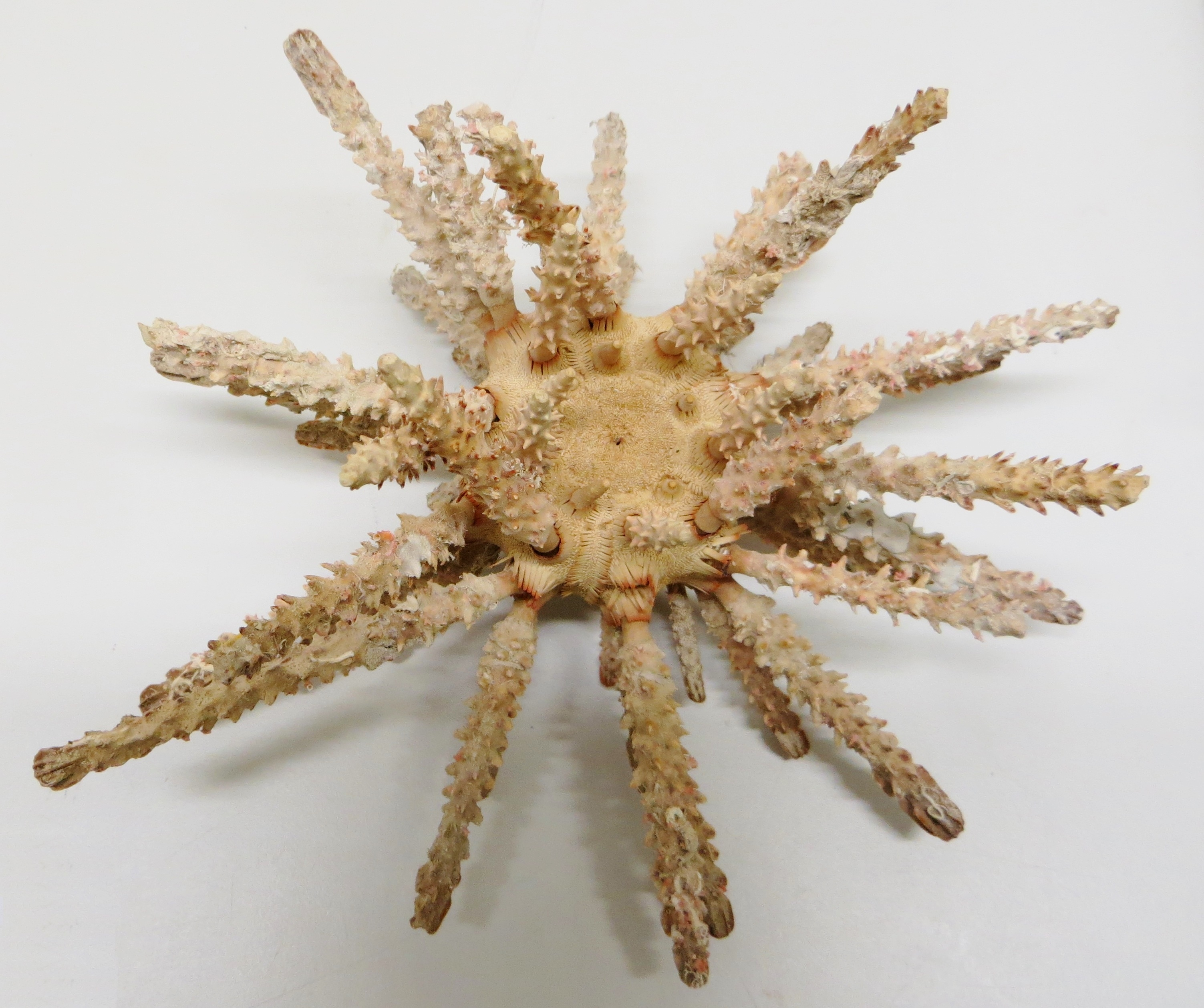
Chondrocidaris gigantea
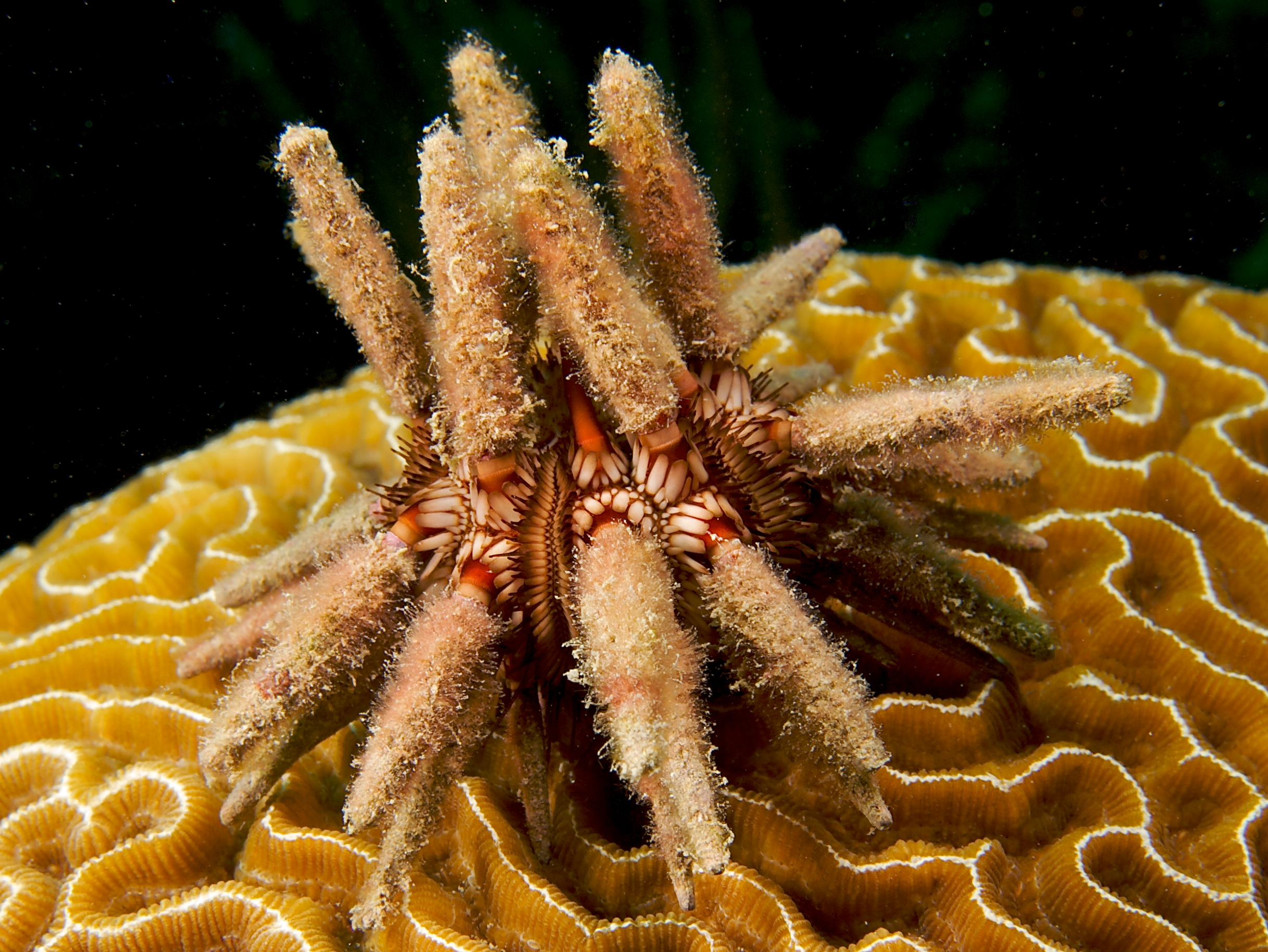
Eucidaris tribuloides (« oursin-lance antillais »).
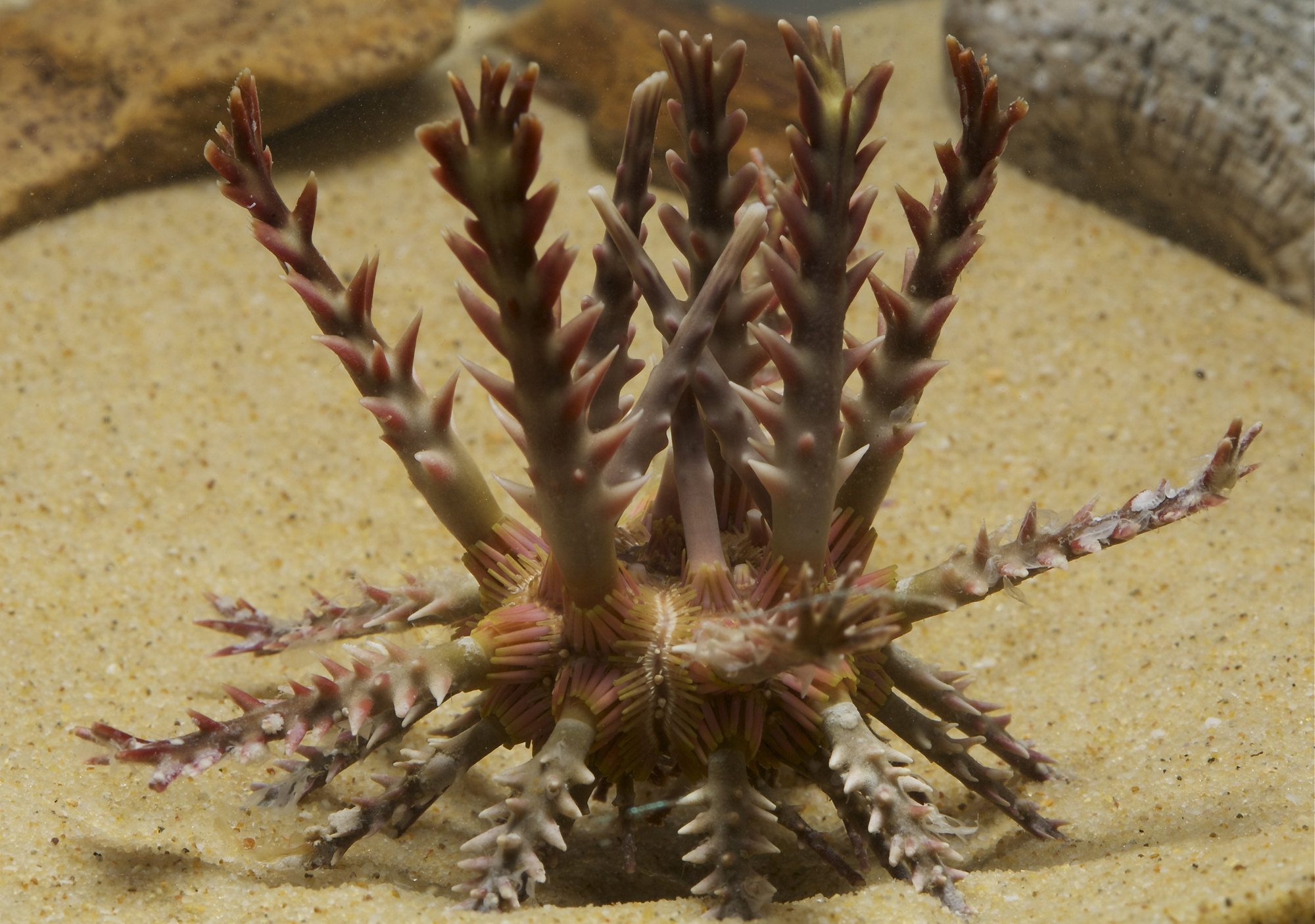
Goniocidaris tubaria
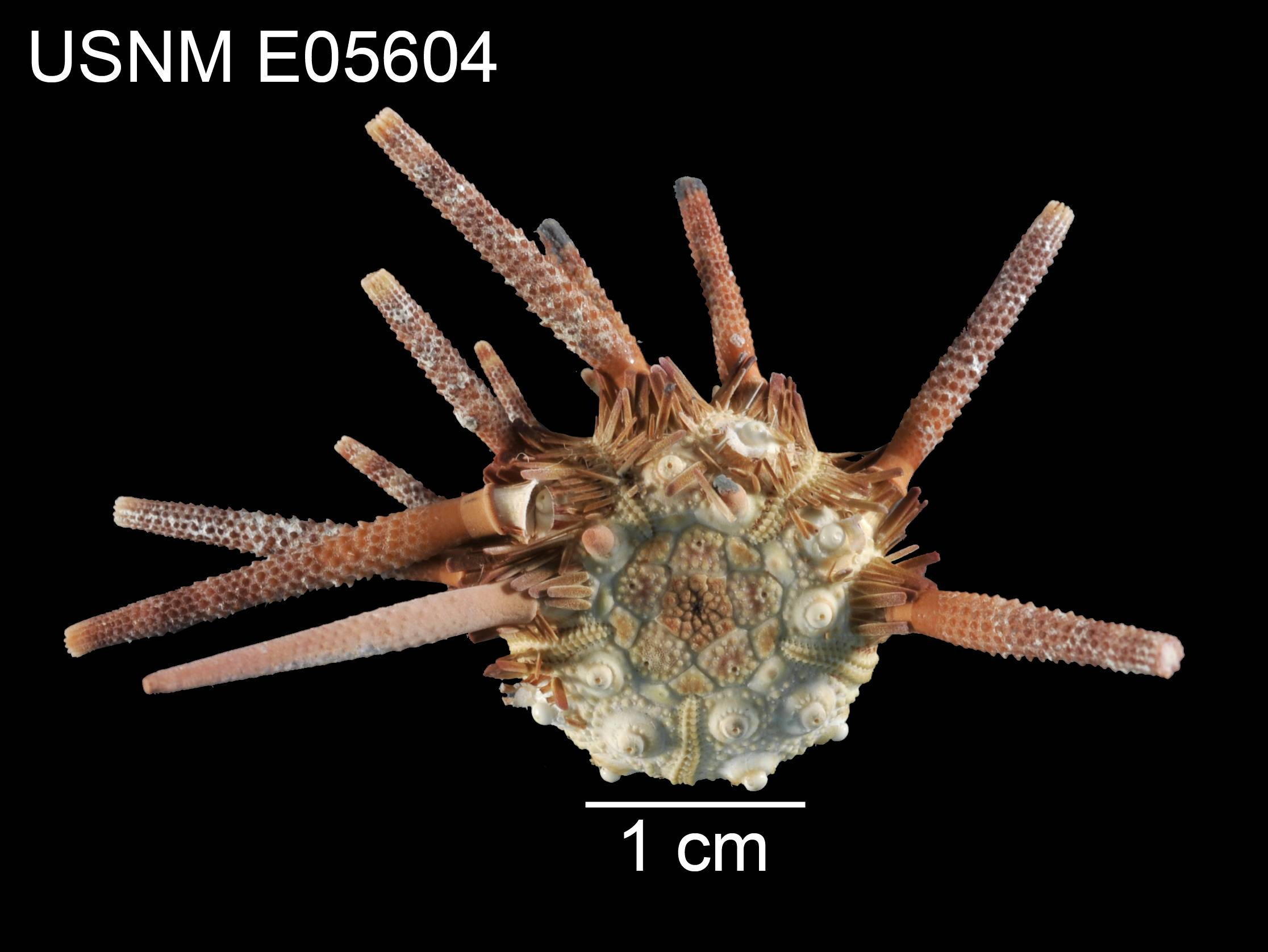
Hesperocidaris houstoniana
Kionocidaris striata
Ogmocidaris benhami
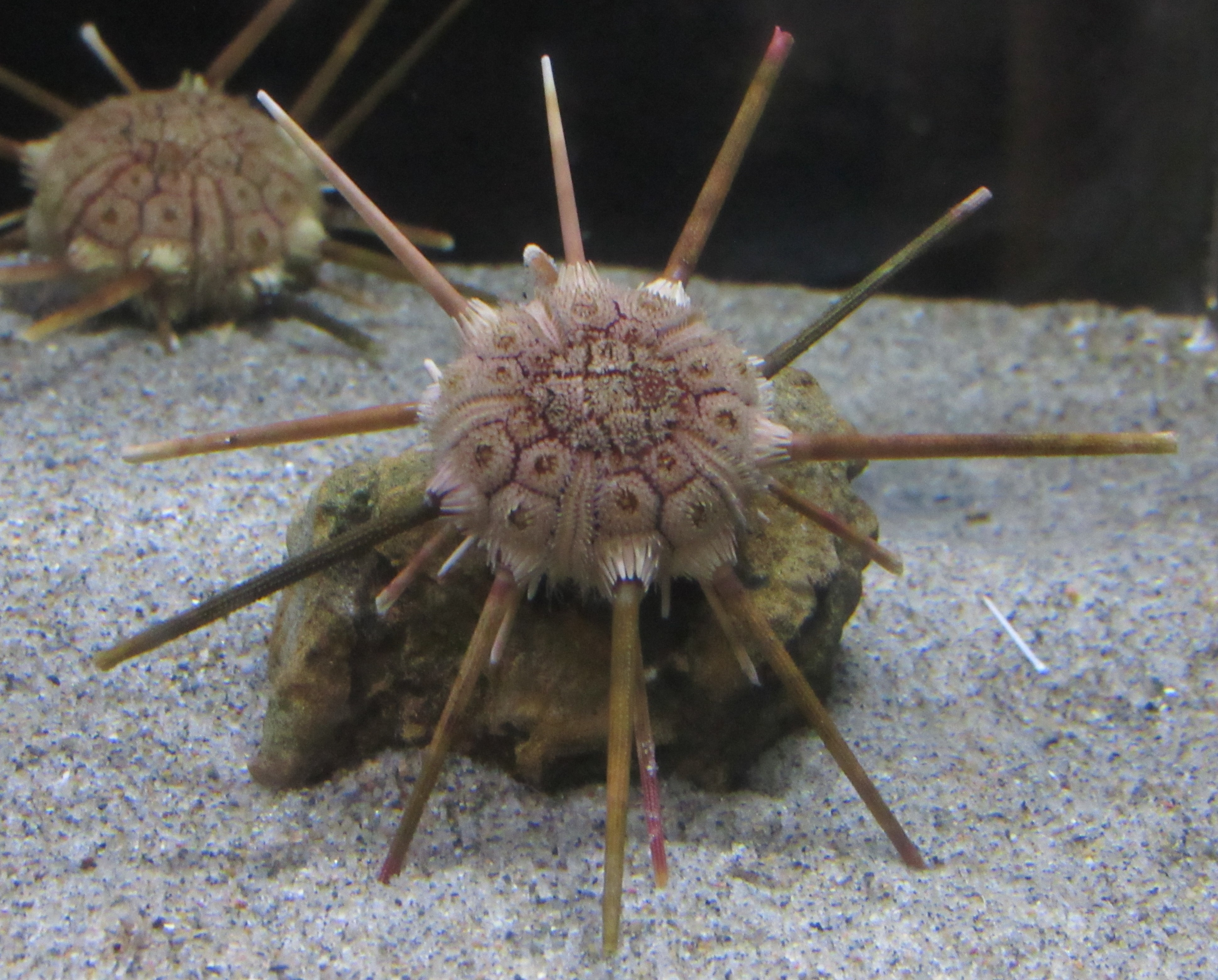
Phalacrocidaris japonica
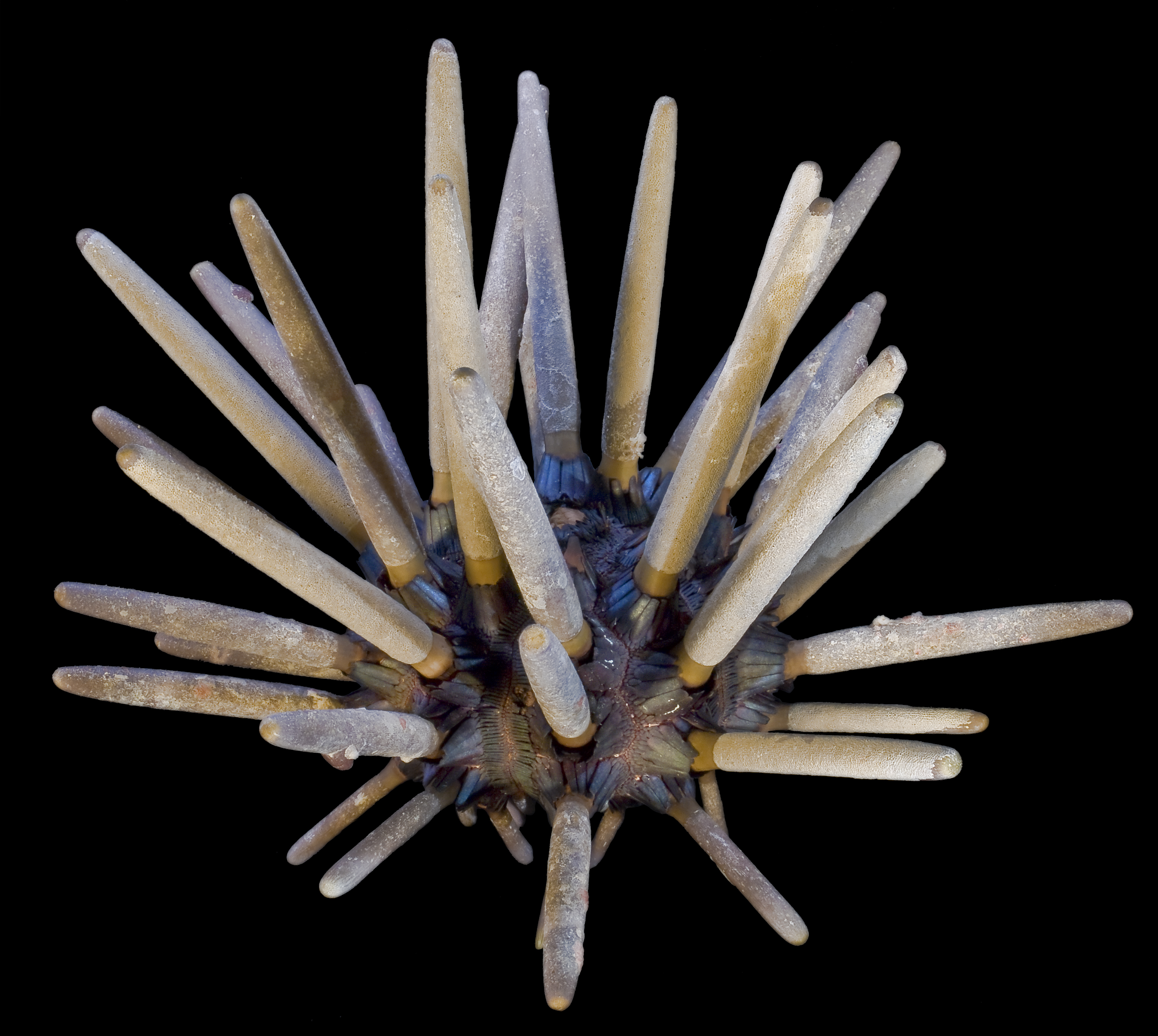
Phyllacanthus imperialis
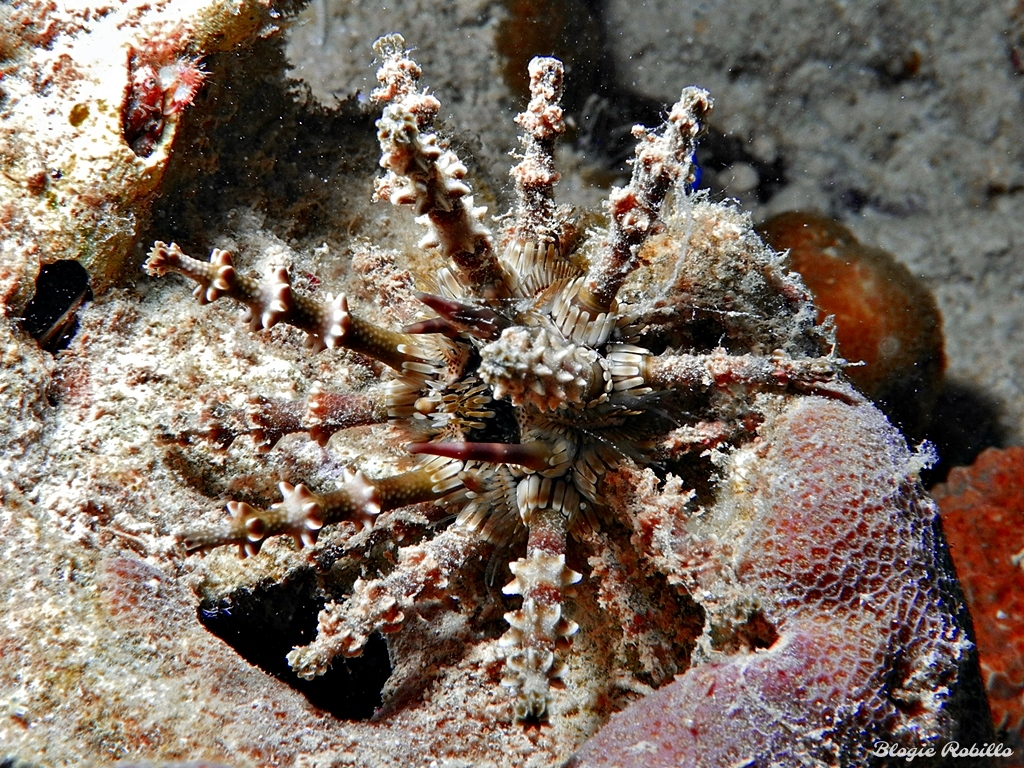
Plococidaris verticillata
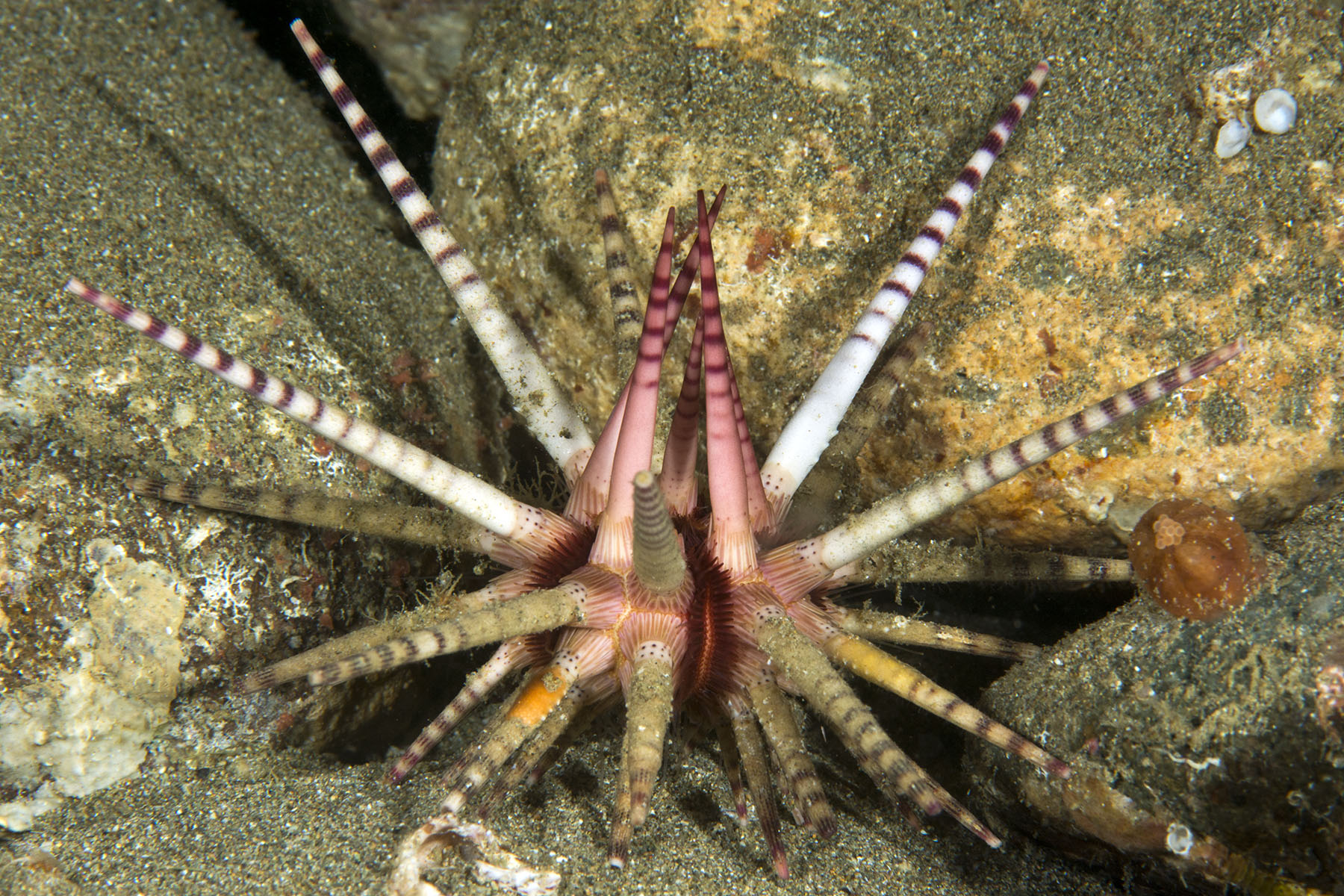
Prionocidaris baculosa
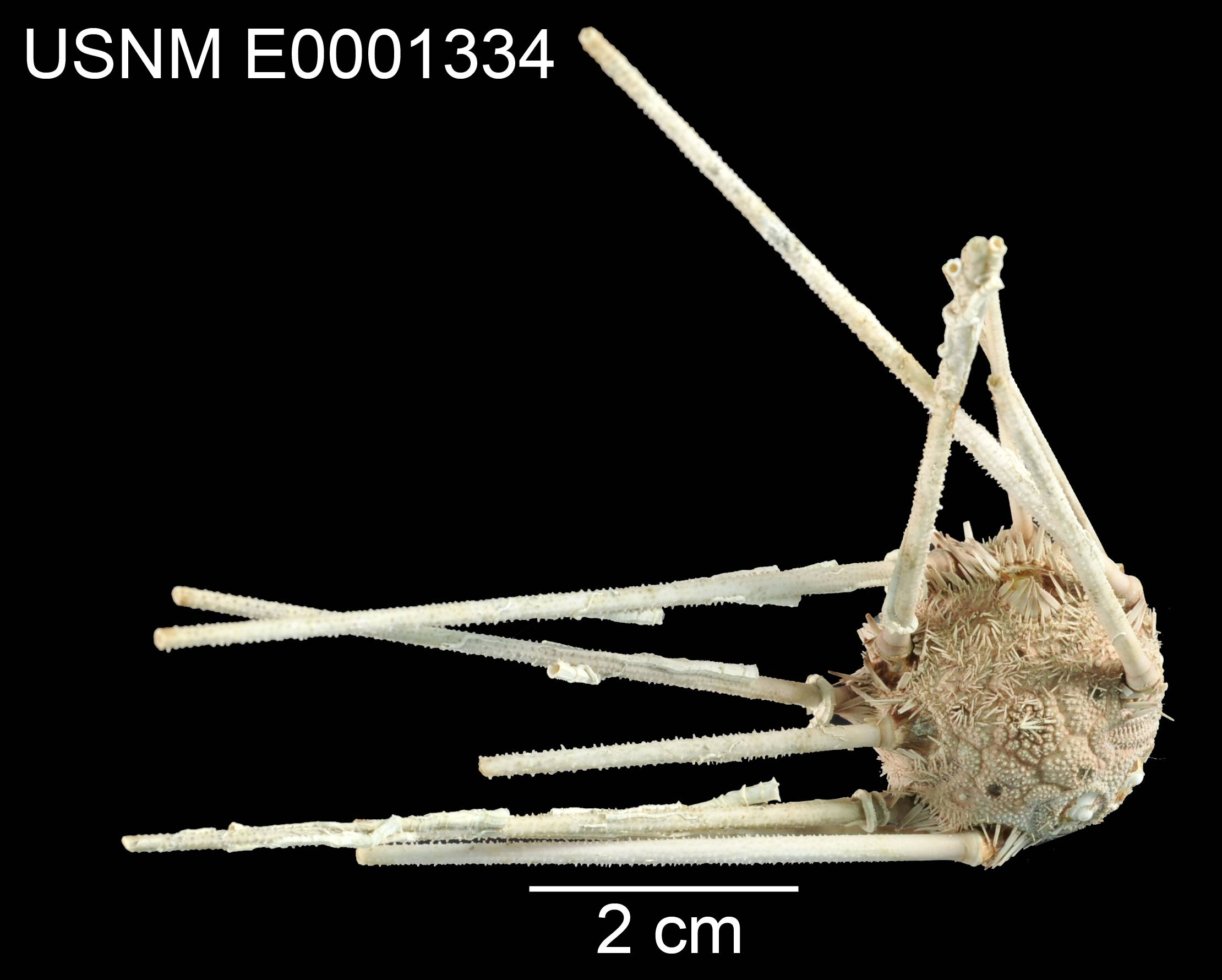
Psilocidaris echinulata
Rhopalocidaris rosea
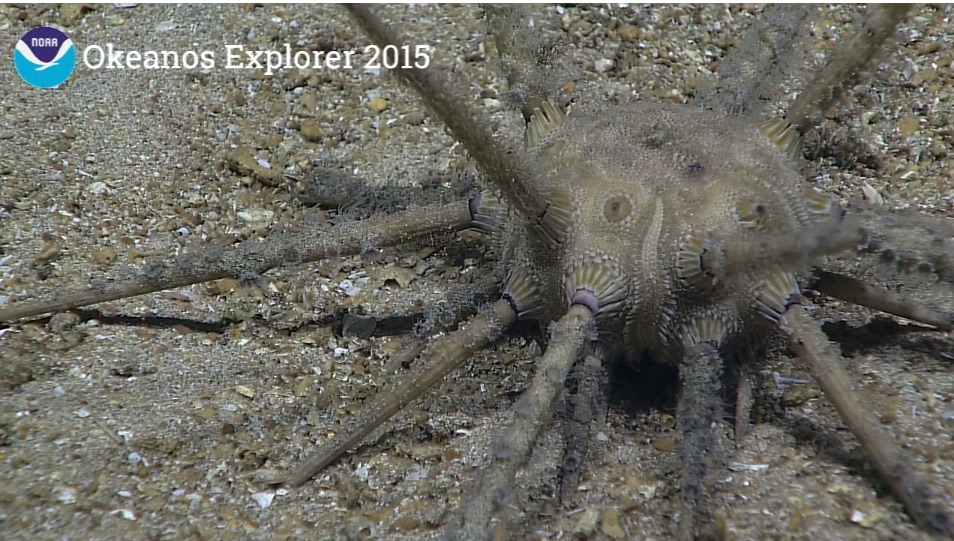
Stereocidaris hawaiiensis
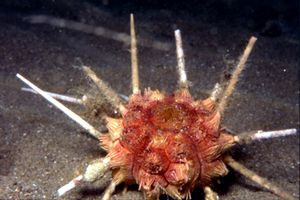
Stylocidaris affinis
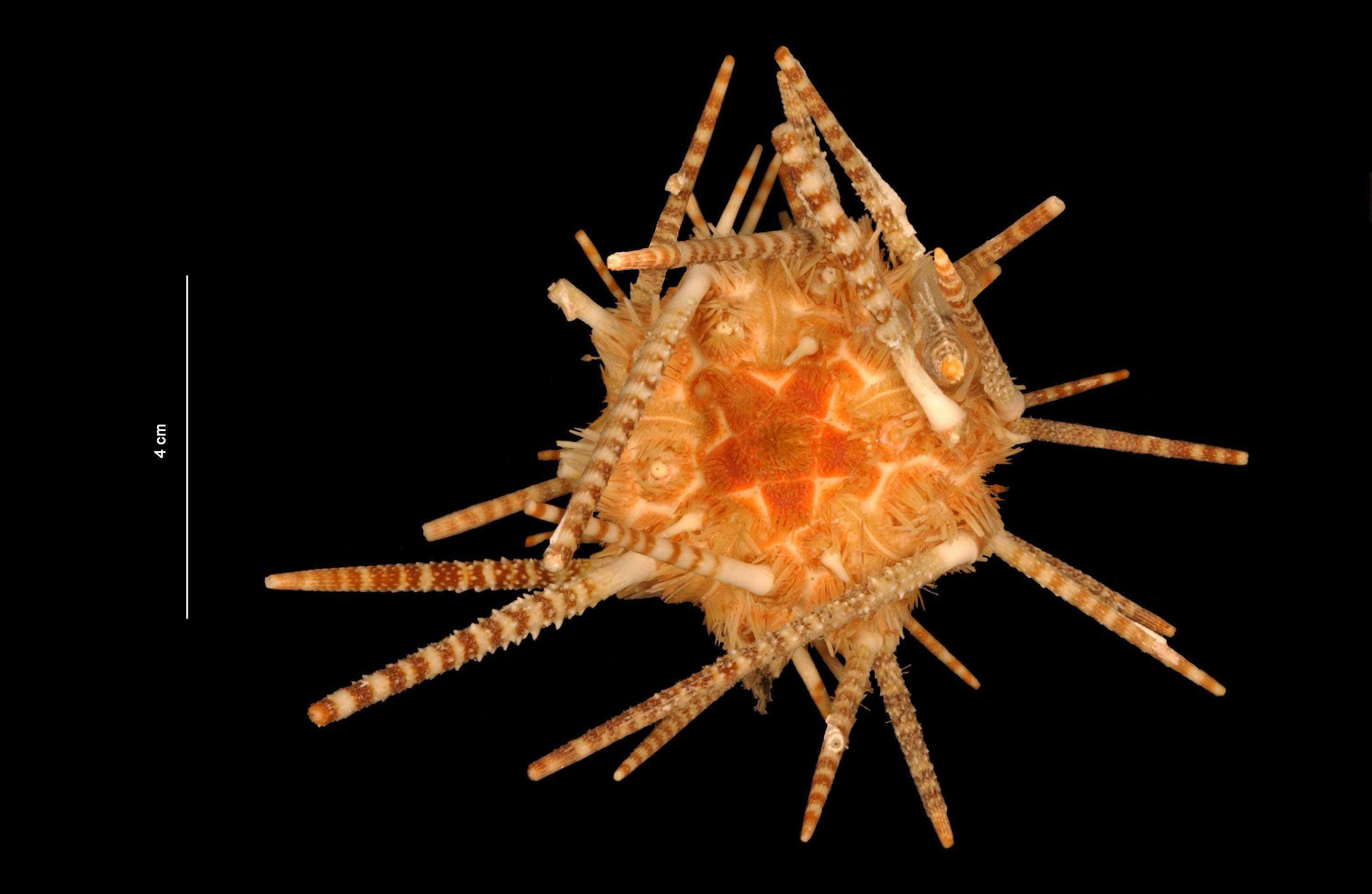
Tretocidaris bartletti

## Origine et répartition

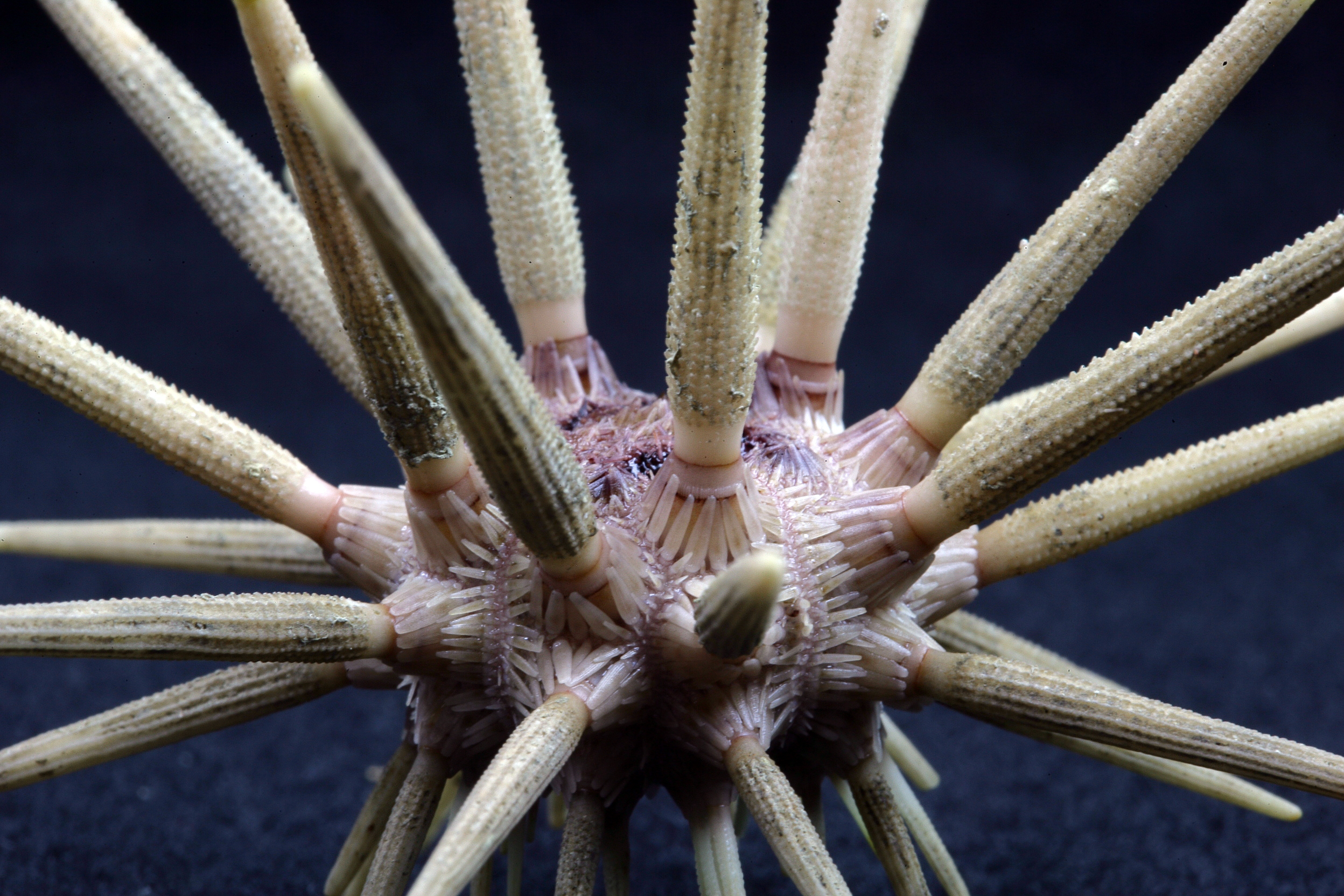
Gros plan sur un Cidaris cidaris.

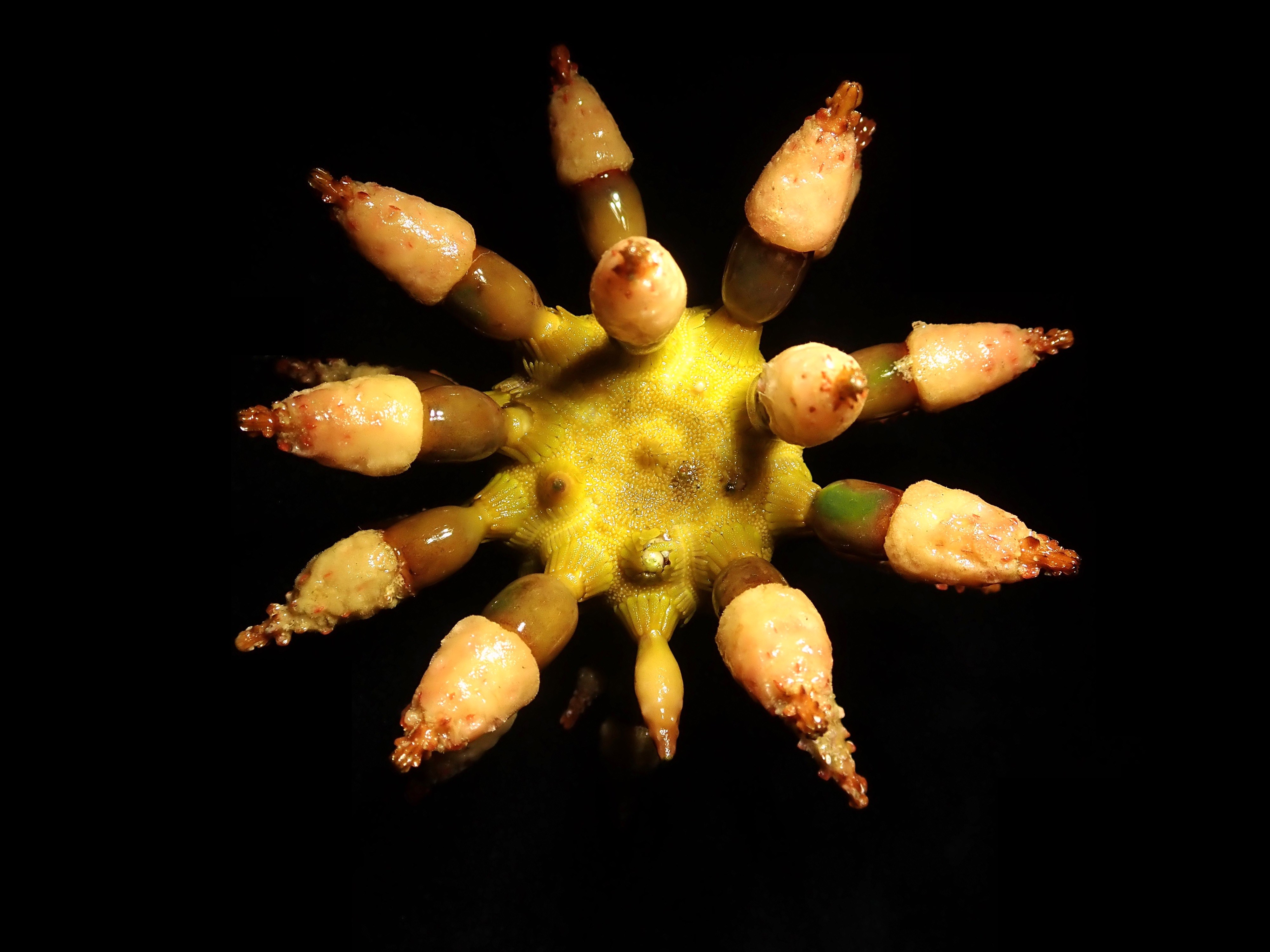
l'oursin-framboise, Chondrocidaris brevispina.

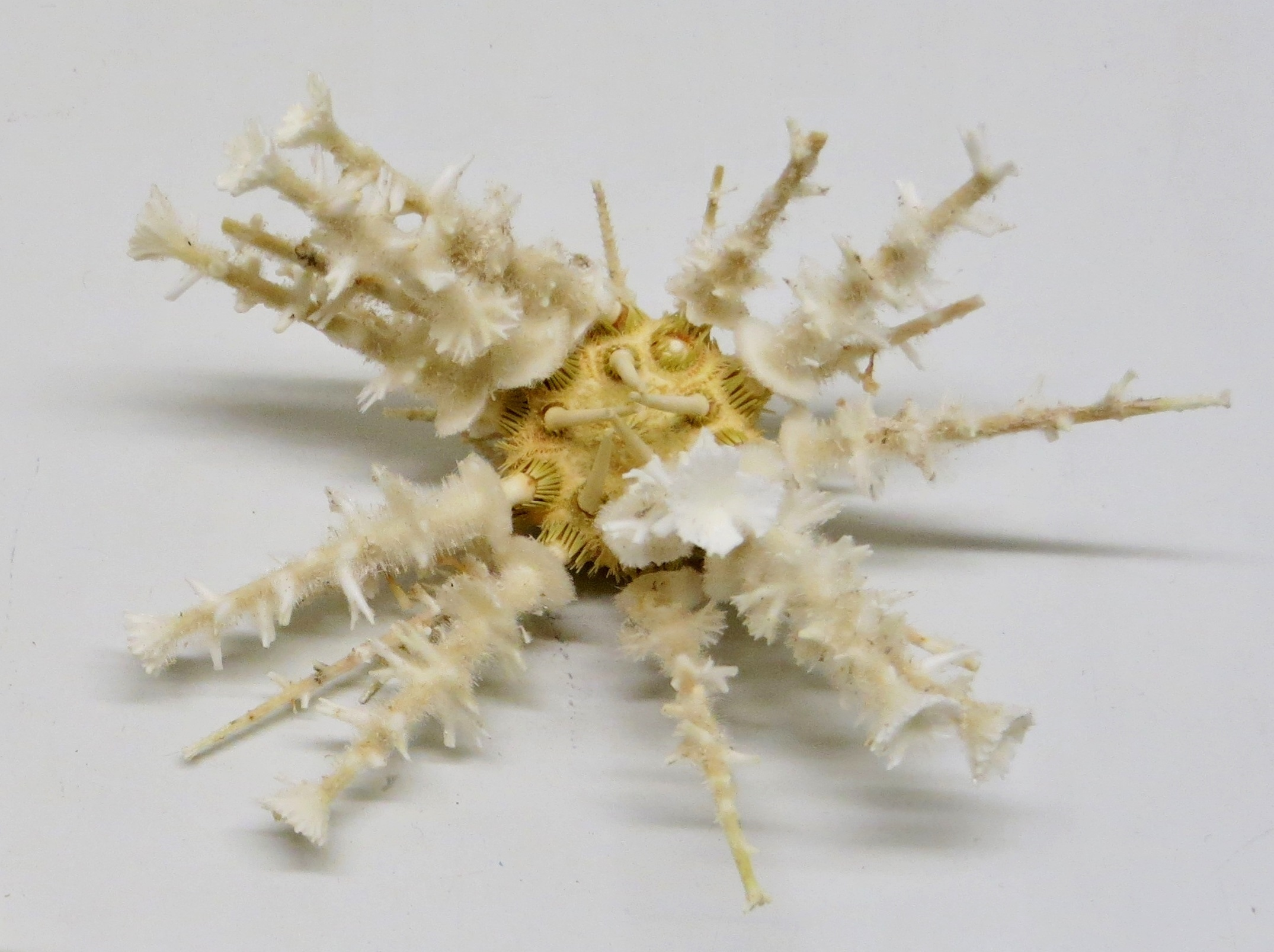
Goniocidaris sp.

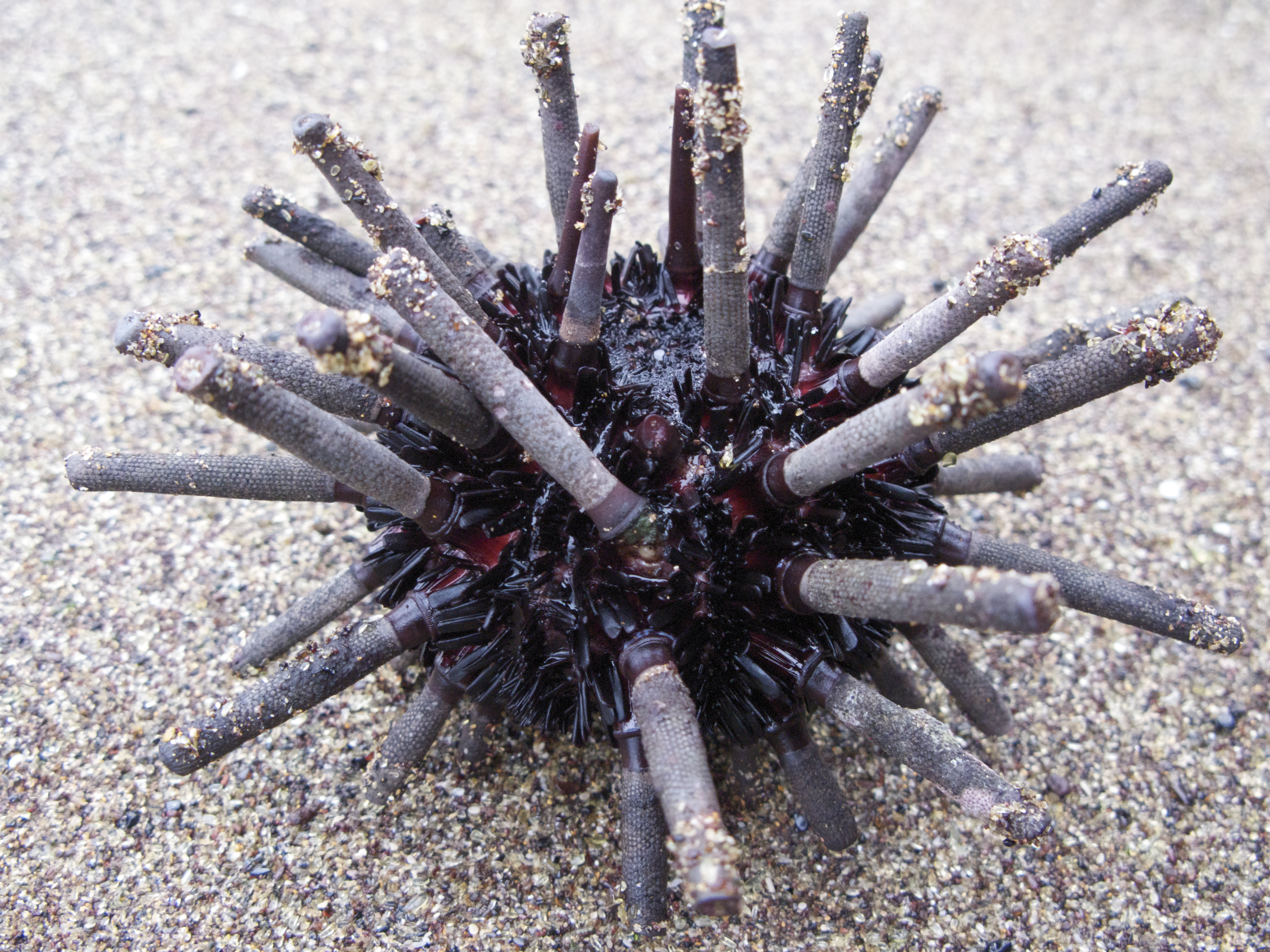
Eucidaris galapagensis aux îles Galápagos.

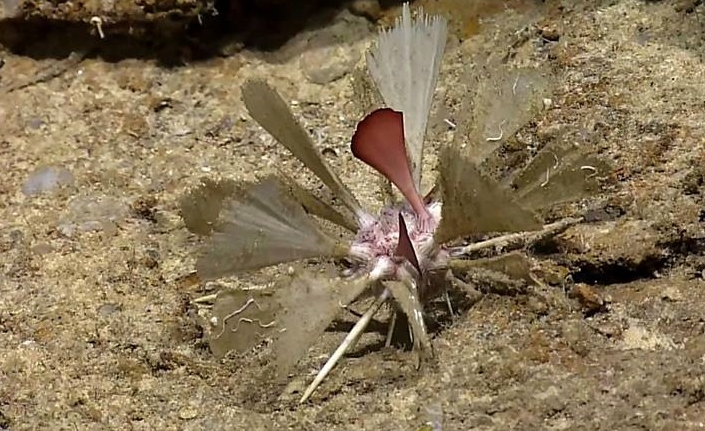
Cidaris blakei dans les abysses des Caraïbes.

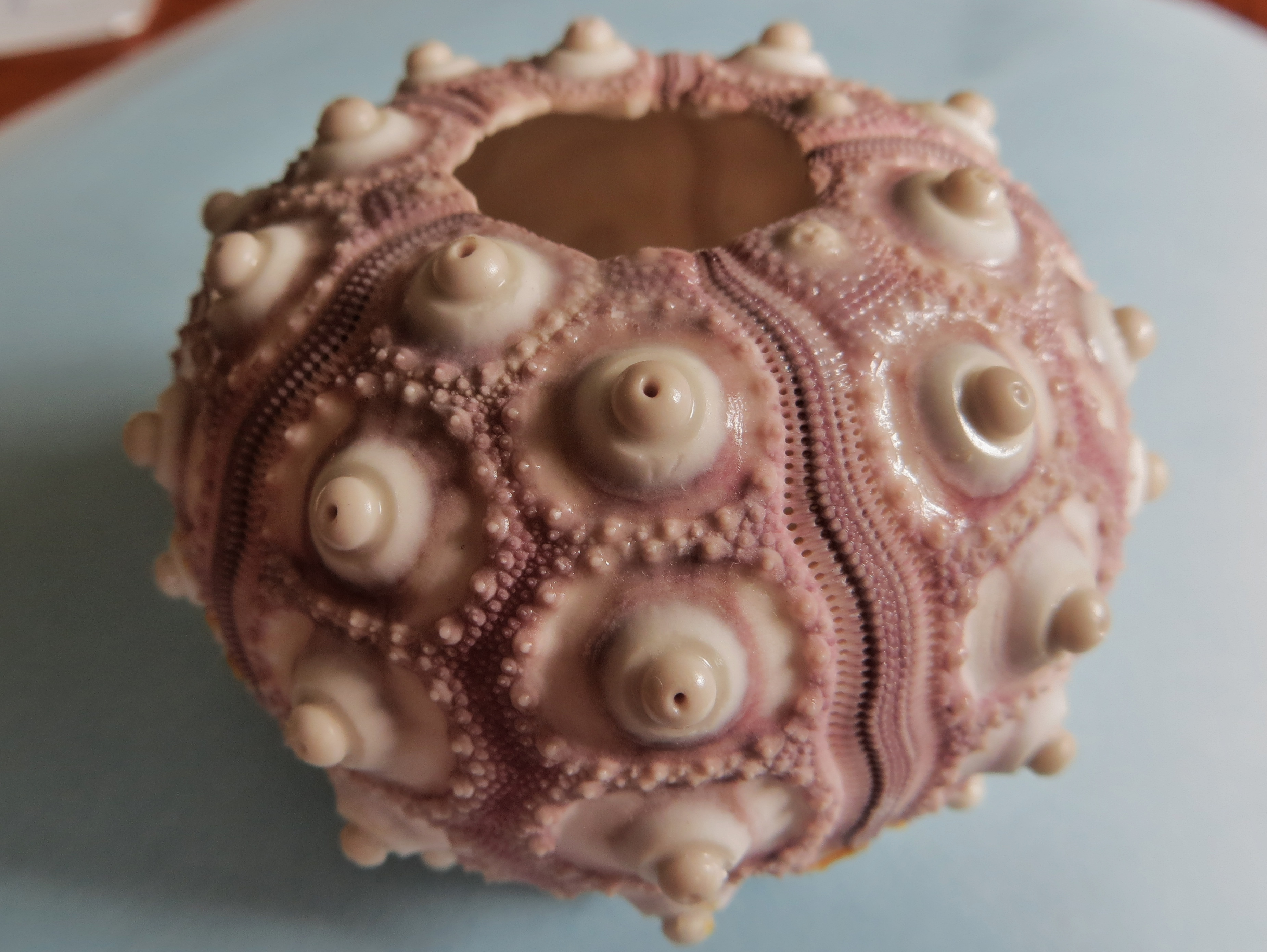
test caractéristique d'un cidaridé (ici Phyllacanthus imperialis)

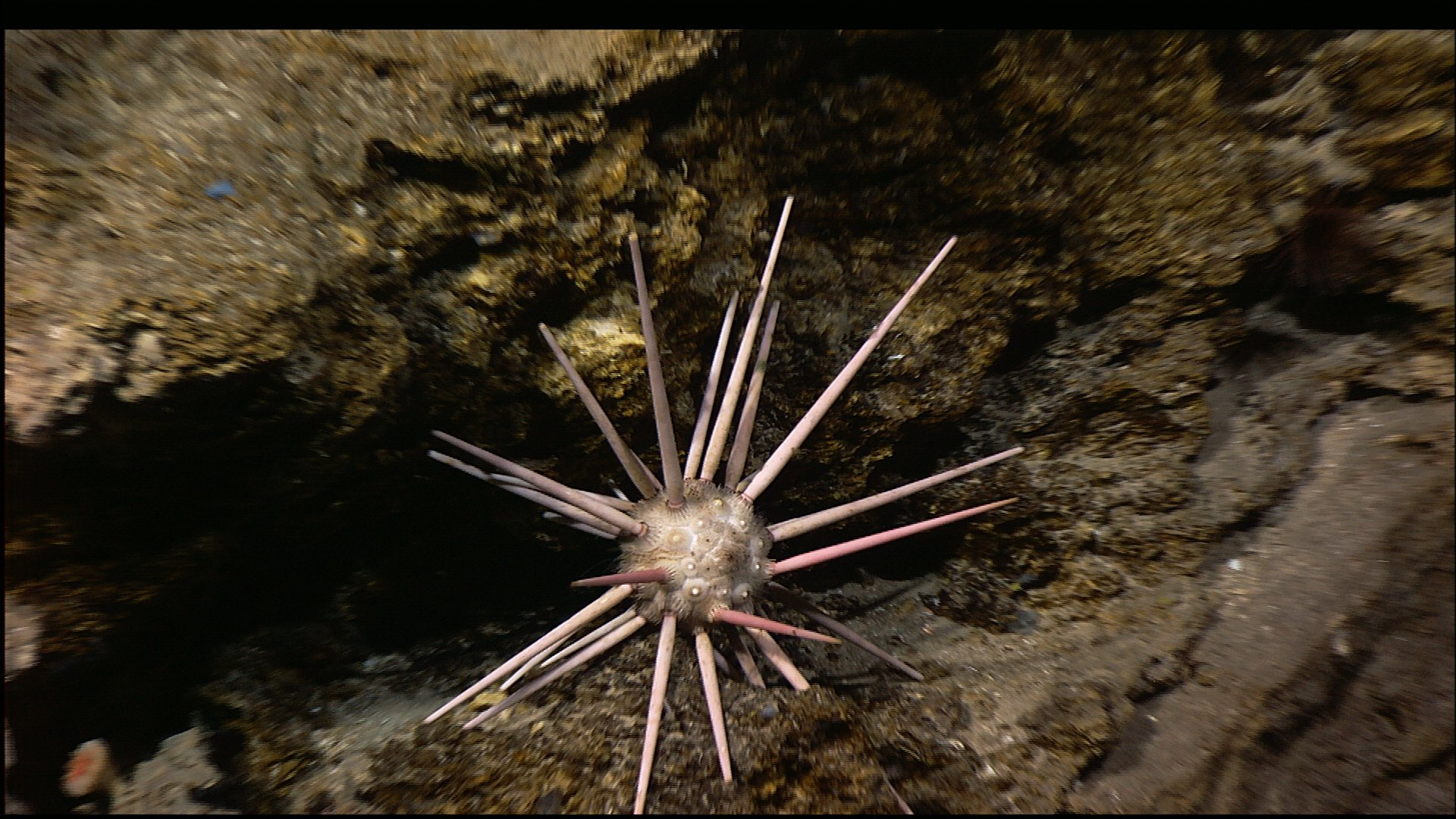
Un Cidaridae de grands fonds non identifié (photographié par la Lost City 2005 Expedition).

Ces oursins peuplent les fonds marins du monde entier depuis le Trias supérieur. Ils furent très nombreux et diversifiés à certaines époques géologiques, mais aujourd'hui il en subsiste beaucoup moins d'espèces, souvent cantonnées aux abysses.

## Taxinomie
Cette famille comporte actuellement 116 espèces, réparties en 24 genres contemporains. 
Liste des genres
| Selon World Register of Marine Species (19 novembre 2013) : ... - Sous-famille Cidarinae (Mortensen, 1928a) - Genre Calocidaris (H.L. Clark, 1907) -- 1 espèce - Genre Centrocidaris (A. Agassiz, 1904) -- 1 espèce - Genre Chondrocidaris (A. Agassiz, 1863) -- 2 espèces vivantes et 3 fossiles - Genre Chorocidaris (Ikeda, 1941) -- 1 espèce - Genre Cidaris (Leske, 1778) -- 5 espèces vivantes et 32 fossiles - Genre Compsocidaris (Ikeda, 1939) -- 1 espèce - Genre Eucidaris (Pomel, 1883) -- 5 espèces vivantes et 3 fossiles - Genre Hesperocidaris (Mortensen, 1928b) -- 5 espèces - Genre Kionocidaris (Mortensen, 1932) -- 1 espèce - Genre Lissocidaris (Mortensen, 1939) -- 2 espèces - Genre Tretocidaris (Mortensen, 1903b) -- 2 espèces - Sous-famille Goniocidarinae (Mortensen, 1928a) - Genre Austrocidaris (H.L. Clark, 1907) -- 4 espèces et 1 fossile - Genre Goniocidaris (Desor, in Agassiz & Desor, 1846) -- 19 espèces et 7 fossiles - Genre Ogmocidaris (Mortensen, 1921) -- 1 espèce - Genre Psilocidaris (Mortensen, 1927) -- 1 espèce - Genre Rhopalocidaris (Mortensen, 1927) -- 3 espèces - Genre Schizocidaris (Mortensen, 1903b) -- 3 espèces - Genre Adelcidaris (Cotton & Godfrey, 1942) (nomen dubium) - Tribu Phyllacanthina (Smith & Wright, 1989) - Genre Phyllacanthus (Brandt, 1835) -- 7 espèces et 8 fossiles - Sous-famille Stereocidarinae (Lambert, 1900) - Genre Phalacrocidaris (Lambert, 1902) -- 1 espèce - Genre Stereocidaris (Pomel, 1883) -- 18 espèces et 13 fossiles - Sous-famille Stylocidarinae (Mortensen, 1903) - Genre Acanthocidaris (Mortensen, 1903b) -- 3 espèces - Genre Plococidaris (Mortensen, 1909) -- 1 espèce - Genre Prionocidaris (A. Agassiz, 1863) -- 9 espèces et 6 fossiles - Genre Stylocidaris (Mortensen, 1909) -- 20 espèces et 1 fossile | Selon ITIS (12 May 2011) : - Aporocidaria (Agassiz & Clark, 1907) - Cidaris (Leske, 1778) - Eucidaris (Pomel, 1883) - Genocidaris (A. Agassiz, 1869) - Stereocidaris (Pomel, 1883) - Stylocidaris (Mortensen, 1909) - Tretocidaris (Mortensen, 1903) |

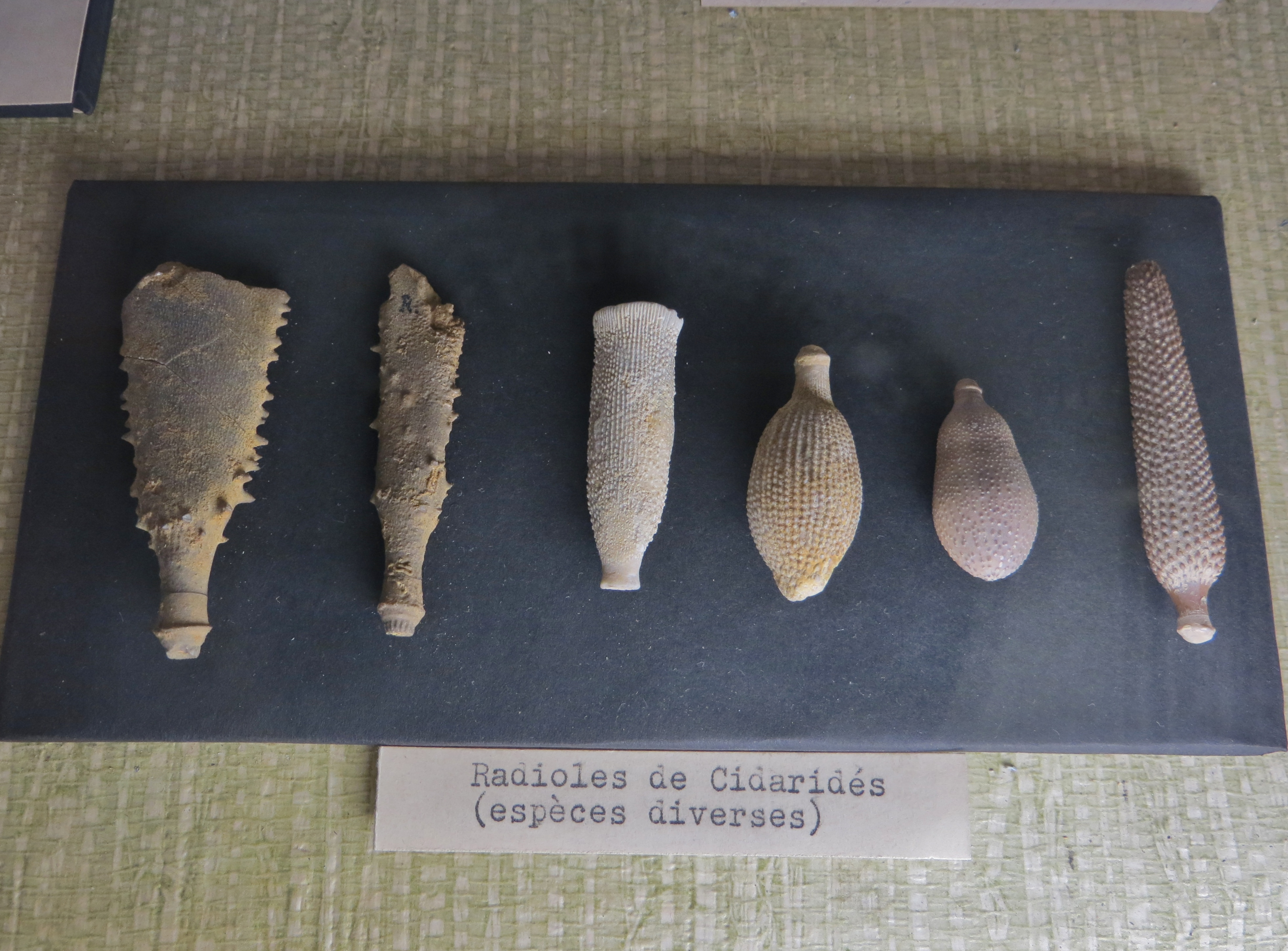
Radioles extravagantes de certains cidaridés actuels et fossiles (espèces diverses, MNHN).

World Register of Marine Species (19 novembre 2013) énumère aussi plusieurs genres éteints : Almucidaris (Blake & Zinsmeister, 1991), Cyathocidaris (Lambert, 1910a), Triassicidaris (Smith, 1994), Plegiocidaris (Pomel, 1883), Hirudocidaris (Smith & Wright, 1989), Sinaecidaris (Fourtau, 1921), Temnocidaris (Cotteau, 1863) et Tylocidaris (Pomel, 1883) (sous-famille fossile Typocidarinae Vadet, 1988).